# Foucarmont
Foucarmont is een gemeente in het Franse departement Seine-Maritime (regio Normandië) en telt 1045 inwoners (1999). De plaats maakt deel uit van het arrondissement Dieppe.

## Geografie
De oppervlakte van Foucarmont bedraagt 7,3 km², de bevolkingsdichtheid is 143,2 inwoners per km².
De onderstaande kaart toont de ligging van Foucarmont met de belangrijkste infrastructuur en aangrenzende gemeenten.

## Demografie
Onderstaande figuur toont het verloop van het inwonertal (bron: INSEE-tellingen).